# Maaret Koskinen
Maaret Koskinen, född 1951 är en svensk professor i filmvetenskap vid Stockholms universitet med särskild inriktning på Ingmar Bergman. 2009 blev hon utsedd till Bergmanprofessor, en hederstitel skapad av Stiftelsen Ingmar Bergman och Stockholms universitet. Hon har varit gästprofessor vid olika universitet, bland annat Fulbright Fellow, Cornell. Hennes verk om författarskap och populärfilm har publicerats i ett antal nationella och internationella tidskrifter. 
Som forskare har Koskinen undersökt Ingmar Bergmans arbete inom film, teater och litteratur. Hon fick en unik tillgång till Bergmans privata dokument och samlingar i Bergmans privata arkiv på Fårö – den första forskaren som fick tillgång till hans privata artiklar under de sista åren av hans liv. Koskinen organiserade också det första internationella Bergman-symposiet i Stockholm 2005.
Koskinen har författat flera böcker om Bergmans arbete inom film, teater och litteratur ur olika teoretiska perspektiv. 1993 doktorerade hon med Spelningar och speglar. Ingmar Bergmans filmiska estetik. Den påföljdes 2001 av "Allting föreställer, ingenting är", som handlar om intermediala relationer mellan Bergmans filmer och hans arbete i teatern. År 2002 utkom I begynnelsen var ordet som nominerades till Augustpriset. Boken bygger på hennes forskning i opublicerade material i Bergmans privata arkiv med fokus på hans verk som författare till litterär fiktion. 2005 publicerades Fanny och Alexander, författad tillsammans med Mats Rohdin. Tillsammans hade Koskinen och Rohdin forskat i opublicerade dagböcker och manus i Bergman-arkivet och fokuserar på skrivandet och skapandet av Bergmans sista inslag.
På engelska finns Koskinen bland annat som redaktör till Ingmar Bergman Revisited (2008) och författare till Ingmar Bergman's The silence (2010).
Utöver forskning och undervisning har Koskinen verkat i ett antal offentliga befattningar. I tre decennier var hon filmkritiker i Dagens Nyheter. Vidare har hon varit ordförande för Svenska filmkritikerföreningen och suttit i ett antal filmjuryer – bland dem Guldbaggen. Hon var styrelseledamot i den svenska filminstituten 2011–16, ledamot i Sveriges sändningskommission 2003–06 (utnämnd av kulturministeriet) och ledamot i Stockholms hovrätt i mål rörande filmklassificering (utsedd av lagdepartementet). Sedan 2016 är hon ordförande för Swedish Film Academy . 1993 fick hon Jurgen Schildt-priset. 

## Verk i urval

### Svenska
1993. Spel och speglingar : en studie i Ingmar Bergmans filmiska estetik.
2001. Ingmar Bergman: "Allting föreställer, ingenting är" : filmen och teatern - en tvärestetisk studie.
2002. I begynnelsen var ordet : Ingmar Bergman och hans tidiga författarskap.
2005. Fanny och Alexander : ur Ingmar Bergmans arkiv och hemliga gömmor.
2017. Harry bit för bit : Harry Scheins många ansikten.

### Engelska
2008 (red.). Ingmar Bergman revisited : performance, cinema and the arts.
2010. Ingmar Bergman's The silence : pictures in the typewriter, writings on the screen.
2023 (red. med Louise Wallenberg). Ingmar Bergman at the crossroads : between theory and practice.